# Togo na Letnich Igrzyskach Olimpijskich 2000
Togo na Letnich Igrzyskach Olimpijskich 2000 reprezentowało 3 zawodników, 2 mężczyzn i 1 kobieta.

## Skład kadry

### Judo
Mężczyźni
- Kouami Sacha Denanyoh – odpadł w kwalifikacjach

### Lekkoatletyka
Mężczyźni
- Téko Folligan

skok w dal – odpadł w kwalifikacjach
Kobiety
- Direma Banasso

bieg na 800 m – odpadła w 1 rundzie eliminacji